# Азербайджанська чайна культура

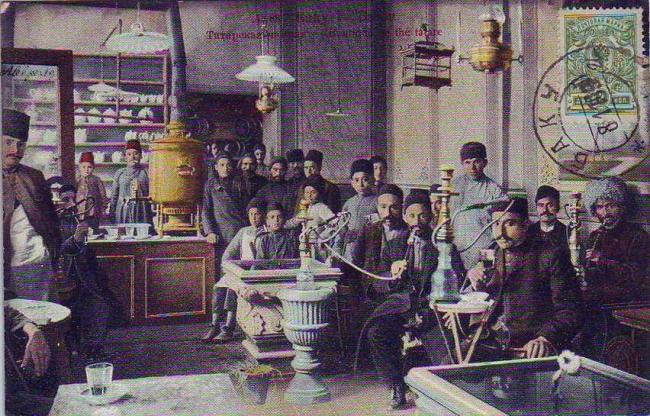
Чайна в Баку. Листівка 1888 року

Азербайджанська чайна культура — це способи, звичаї та історія вживання та плекання азербайджанцями чаю. В Азербайджані, де звичай чаювання широко поширений, чай вважають символом гостинності і поваги до гостей . Подавати чай на стіл до основних страв є давньою традицією. Азербайджанці вважають, що чай допомагає вести бесіди і сприяє невимушеному спілкуванню. В Азербайджані п'ють в основному чорний байховий листовий чай, і саме ця країна сьогодні вважається класичною країною чаювання на Кавказі.

## Історія поширення чаю в Азербайджані
Чай, який вживається на території Азербайджану, багато років надходив з Китаю.
В кінці XIX століття ентузіаст М. О. Новосьолов заклав в Ленкоранському районі дослідні ділянки чайного дерева. Так, в 1896 році він вперше посадив чайний кущ в Азербайджані, в Ленкоранському районі, де до 1900 році були закладені вже невеликі дослідні ділянки. Але ця справа не набула характеру промислового виробництва, більш того — кущі загинули в 1920 році. Розвиток чайної справи в радянські роки призвів до того, що в 1928—1929 рр. в Ленкоранскому, а також в Закатальському районах були знову висаджені саджанці чаю, а в 1932—1934 рр. почалася промислова закладка плантацій. У 1937 році були випущені перші пачки азербайджанського чаю.
У наступні роки СРСР нарощував виробництво вітчизняного чаю — грузинського, краснодарського, азербайджанського, й, таким чином, до 1988 року в Азербайджані вироблялося 38,5 тис. тонн готового чаю (переважно чорного). У 1983 році в Азербайджані під чайною культурою було зайнято 9,3 тис. га земель.
Однак з розпадом СРСР чайне виробництво Азербайджану стало погіршуватися і розвалюватися. До того ж, у 90-тих роках на чайному виробництві вкрай несприятливо позначився військовий конфлікт з Вірменією через Нагірний Карабах — обсяг виробництва чаю впав у 1995 році до 1,2 тисячі тонн.

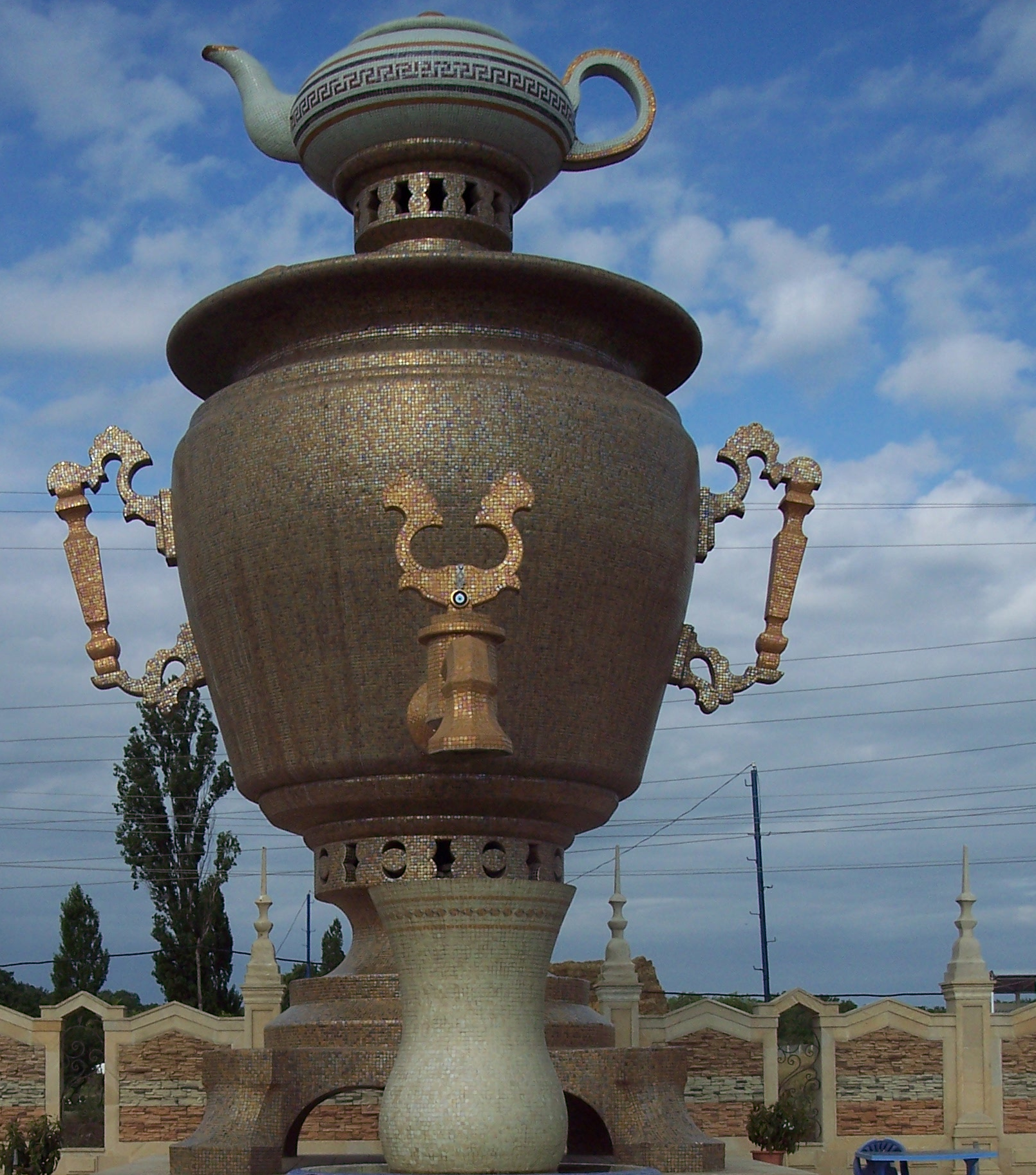
Пам'ятник самовару і чаю в місті Хачмаз

З розвитком ринкових відносин в Азербайджані виробництво чаю стало відроджуватися, в тому числі й завдяки спільним підприємствам з Туреччиною і Арабськими Еміратами. Вироблений в країні чай — переважно зелений, але також досить поширений і чорний чай («червоний» — за китайською класифікацією), що вирощується переважно в Ленкоранському районі (наприклад Хафтонінський сорт). Азербайджанський чай знайшов споживача в основному усередині країни, однак його можна купити і в роздрібній мережі сусідніх держав, таких як Туреччина, Росія (Дагестан), Грузія.
Основними базами з вирощування чаю в Азербайджані сьогодні є Ленкоранський, Астаринський, Лерикський, Масаллінський, Закатальский і Білоканський адміністративні райони.
Сьогодні в Азербайджані розвитком чаївництва в основному виділяється Ленкорань-Астаринський економічний район. В Шекі-Загатальському економічному районі це зростання відбувається відносно слабко .

## Способи приготування чаю
Азербайджанці заварюють чай дуже міцним. Для цього використовують великі заварні чайники на 500 мл або на 1 літр. Готовий чай наливають із заварного чайника, не розбавляючи його окропом або теплою водою. Іноді чай заварюють з травами, такими як шавлія, чебрець, м'ята, чабер.

## Традиції вживання чаю

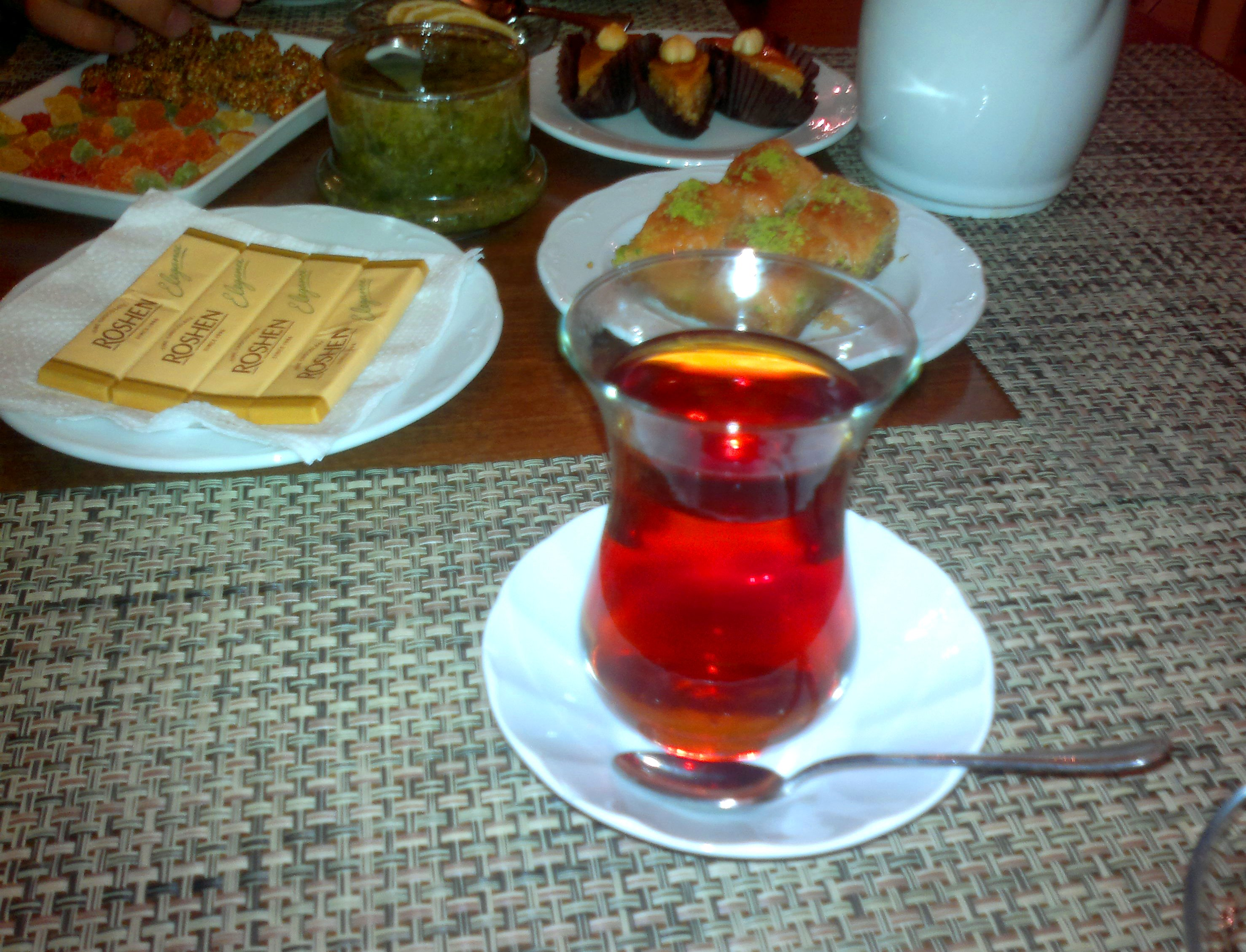
Чай в традиційній склянці грушоподібної форми «армуду» в чайхані в Баку

Чай п'ють часто з прянощами — гвоздикою, імбиром, корицею, кардамоном. Іноді в напій для втамування спраги в спеку додають трояндову олію. Азербайджанці п'ють чай не з порцелянових чашок, а зі спеціальних склянок грушоподібної форми, які нагадують вазочки. Називають ці склянки «армуду». Чай зазвичай п'ють гарячим, а щоб він не обпікав пальці, склянку ставлять на підстаканник.
За традицією, щоб не зіпсувати смак свіжоприготованого чаю, в нього не додають цукор або цукровий пісок. Натомість зазвичай подають варення, кусковий цукор або солодощі.
Чай зазвичай п'ють вприкуску. Перед тим, як надпити перший ковток, неодмінно занурюють цукор в чай і відкушують.

## Особливості чаювання
Жодна важлива подія в житті азербайджанців не обходиться без чаювання. Однак, саме чаювання, на відміну від японської або китайської традиції, не є якоюсь особливою церемонією. Будь-яке застілля у азербайджанців починається з чаю, і ним же закінчується. Чай приносять навіть в тому випадку, коли гість прийшов не посидіти з господарями, а у справі, на кілька хвилин.
У будь-якому азербайджанському поселенні обов'язково є чайхана. Але на відміну від середньоазіатської, де можна добре пообідати, в азербайджанській чайхані подається тільки чай. До нього можуть запропонувати цукерки, солодощі, але не їжу. У чайхану ходять тільки чоловіки. Для азербайджанців чайхана — свого роду чоловічий клуб, де обговорюють справи і новини, читають газети, будують плани, грають в нарди.
Чай у азербайджанців є також атрибутом сватання. Відповідь батьків нареченої дається сватам за допомогою чаю: якщо в чай, запропонований сватам, поклали цукор, значить можна готуватися до весілля, якщо ж цукор подали окремо від чаю, то це означає відмову.